# Roverbella
Roverbella (Roarbèla in dialetto locale e in dialetto alto mantovano, Roverbeła in veneto) è un comune italiano di 8 691 abitanti della provincia di Mantova in Lombardia.

## Geografia fisica

### Clima
Dal punto di vista meteorologico a Roverbella si riscontra un clima caldo e temperato.
In base alle medie di riferimento, a Roverbella si registra una temperatura media di 12,9 °C.  Nel mese di luglio, il mese più caldo dell'anno, la temperatura media è di 23,3 °C, mentre 1,8 °C è la temperatura media di gennaio.
Le precipitazioni, frequenti in autunno ed in inverno, si attestano attorno ai 802 mm di pioggia/anno. Esiste una differenza di 36 mm tra le precipitazioni del mese più secco e quelle del mese più piovoso.
Il mese più secco è febbraio con 48 mm. Mentre ottobre è il mese con maggior precipitazioni, con una media di 84 mm.

### Preservazione dell'ambiente
Secondo le classifiche stilate da Legambiente il paese, nel 2010, si è classificato al primo posto per indice di buona gestione dei rifiuti urbani “Comuni Ricicloni” fra tutti i comuni della Regione Lombardia.

## Origini del nome
Il nome di Roverbella deriva dal latino robus, rovere.
La leggenda vuole che il nome derivi da un antico, alto, robusto e bel rovere, abbattuto qualche secolo fa, che si trovava, circondato dalle prime case del paese, dove ora c'è piazza Italia, di fianco al Municipio. Rovere Bella, pertanto. Ma di leggenda, suggestiva se si vuole, si tratta.
Il toponimo Roverbella è più antico di alcuni secoli.
Di certo il borgo con l'attuale nome di "Roverbella" esisteva fin dal 1182.
Nome antico, quindi, quello di Roverbella; nome la cui origine etimologica più plausibile dovrebbe derivare dal trovarsi il suo territorio, oggi come ieri, sull'incrocio tra la direttrice della strada per Mantova-Verona e quella per il Garda. Sostiene infatti un illustre etimologista bresciano, il Prof. A. Bonaglia, che il toponimo derivi da precise parole celtiche che così suonano: Rho - Heer - Beld, dove Rho significa incrocio di strade, Heer significa militare e Beld significa stanziamento.
Roverbella, quindi, sarebbe stato un importante incrocio stradale militare in cui stanziavano le truppe di passaggio, fin dall'espansione celtica nell'Italia settentrionale del IV e III sec. a.C.

## Storia
Il borgo con l'attuale nome esisteva fin dal 1182. In quell'anno infatti c'è documentata una vertenza in cui vengono prodotte disposizioni testimoniali relative a terre poste in "Roverbella" e soggette a pagare un canone d'affitto alla Pieve di Porto. Anche nel 1206 in contratti per affitto di terra, si cita il nome di "Roverbella" senza contrazione alcuna.
Il territorio era già occupato da popolazioni autoctone da molto prima dell'arrivo dei Celti. Nelle zone del roverbellese, sono stati individuati dal Gruppo di Ricerca e Tutela della Storia Roverbellese una settantina di piccoli siti archeologici che nell'insieme forniscono un'idea piuttosto chiara, quasi una mappa, della distribuzione degli insediamenti antichi che abbracciano un arco temporale che va dal periodo Neolitico (6000 - 2500 a.C.) attraversando l'età del Rame (2500 - 1900 a.C.), del Bronzo (1900 - 900 a.C.), del Ferro (900 a.C. - I sec.d.C.) fino al periodo Romano. Periodo quest'ultimo testimoniato, oltre che dai numerosi reperti ritrovati, anche dalla presenza della Via Postumia, traccia della via consolare romana che lambisce la parte nord-ovest del roverbellese.
Di notevole importanza storico-archeologica, nel roverbellese, la presenza della cultura paleoveneta ampiamente documentata, con scavi della Soprintendenza Archeologica, all'interno del Castello di Castiglione Mantovano, castello che, nato nel 1229, per iniziativa Comunale, quale mezzo di sorveglianza e di sbarramento di una delle vie d'accesso alla città di Mantova, poggia le sue fondamenta su di un antico "Castrum" romano.
Dai reperti romani ritrovati in vari siti archeologici, si può dunque desumere che il territorio roverbellese, anche se probabilmente non centuriato, fosse abitato anche dai romani che dal 222 a.C. fino al 196 a.C. avevano intrapreso la conquista della Lombardia, già sotto il dominio gallico fin dal V sec. a.C., o che, comunque, ne avessero romanizzato la popolazione.
Dal periodo che intercorre tra la dominazione romana e l'alto Medioevo non si hanno notizie precise se non qualche accenno su documenti d'archivio, relativi a contratti, pagamenti di decime, investiture di terre, in cui vengono citati corti e paesi tuttora esistenti sul territorio.
Naturalmente, durante il periodo sopracitato, l'intero territorio roverbellese dovette sottostare alle travagliate vicissitudini storiche di quel periodo buio e denso di macchinazioni ed eventi sanguinosi.
La tradizione vuole che nel 1039, in territorio roverbellese (Marengo) si celebrassero le nozze del marchese Bonifacio di Canossa, signore del territorio, con Beatrice, figlia del duca di Lorena.
Dopo la parentesi canossiana e la pace di Costanza nel 1183, si affermò, in modo graduale ma irreversibile, l'istituzione del Comune cittadino di Mantova cui era stato concesso di difendere città e territorio con vere e proprie fortificazioni o di imporne il rafforzamento in vista di nuove guerre, come nel caso di Castiglione Mantovano, sul cui vecchio castrum, di origine romana, sorse, a partire dal 1229, l'attuale castello.
Con l'approssimarsi della congiura contro i Bonacolsi (1328), la famiglia Gonzaga acquisì un'enorme ricchezza immobiliare, iniziata già negli anni dal 1257 al 1299, comperando terre anche nei dintorni di Roverbella.
Attorno al castello di Castiglione Mantovano ne comperarono ben 11000 biolche.
Nel roverbellese soprattutto nel XIV secolo, si consolidò anche una presenza religiosa con i frati benedettini del monastero di San Ruffino, proprietari di ben 3000 biolche di terra a Canedole. Essi, nel 1452, passarono coi loro beni, al monastero di San Sebastiano, aggregati ai canonici lateranensi.
Decaduta la famiglia Gonzaga, l'Austria che ne prese il dominio, divise il territorio mantovano in 19 Circoscrizioni amministrative con a capo di ciascuna un pretore. Tale situazione amministrativa rimase fino all'arrivo delle armate napoleoniche, sul finire del secolo XVIII.
Nel 1796, Napoleone, dopo la vittoria di Valeggio e Borghetto, mentre si accingeva a stringere d'assedio Mantova, pernottò in Roverbella, in villa Gobio in cui, 83 anni prima, aveva ricevuto ospitalità anche Elisabetta Cristina moglie dell'Imperatore d'Austria Carlo VI.
L'arrivo dei francesi, che pur aveva portato con sé nuove speranze di libertà e di indipendenza, pose termine al periodo di profonda riconversione civile e religiosa operata dall'Austria e diede inizio ad una disastrosa politica di rapina e violenza nei confronti della comunità mantovana.
La fine dell'impero napoleonico riportò Roverbella nel vortice degli avvenimenti. L'8 febbraio 1814, Eugenio Beauharnais, figliastro di Napoleone, viceré d'Italia ed unico ad essere rimasto fedele al grande uomo, fronteggiò nelle vicinanze del roverbellese nella battaglia conosciuta come "battaglia del Mincio e di Roverbella", le preponderanti truppe austriache, guidate dal generale Bellegarde, costringendole al ritiro.
Questa battaglia precedette di poco la convenzione di Schiarino-Rizzino (presso Bancole di Porto Mantovano) in cui si preparò il successivo armistizio di Mantova (23 aprile 1814) che stabiliva la riconsegna dei territori occupati dai Francesi agli Austriaci i quali, dopo cinque giorni, rientrarono in Milano, ristabilendo definitivamente il loro dominio sulla Lombardia.
Con la "Restaurazione" austriaca ed il conseguente soffocamento di ogni libertà, i moti rivoluzionari resero il desiderio di indipendenza sempre più bruciante. Di questo desiderio furono vittime il sacerdote don Nicola Bertolani e l'operaio Antonio Este, entrambi in Castiglione Mantovano che, nel marzo 1848 vennero uccisi dagli Austriaci davanti all'osteria del luogo, rei soltanto, come recita la lapide loro dedicata di aver chiesto pietà contro le angherie sui cittadini castiglionesi (versione di Don Tazzoli, martire di Belfiore).
Le varie insurrezioni contro l'Austria del 1848, europee prima, italiane poi (Venezia e Milano), fecero scoppiare la prima guerra d'indipendenza a Roverbella, l'antica Rho-heer-beld, vide il suo territorio occupato da quartier generale piemontese.
Lo stesso re Carlo Alberto alloggiò in villa Benati dove nei giorni 3 e 4 luglio ricevette la visita dell'esule Giuseppe Garibaldi che gli offriva la sua spada "per fare l'Italia unita".
L'eroe dei due mondi ricevette lo "storico rifiuto", come ricorda una lapide tuttora murata su casa Benati.
Nel 1859, nella seconda guerra di indipendenza, fu il giovane patriota diciassettenne roverbellese, Luigi Benati a far parlare di sé per la propria dedizione alla causa risorgimentale che lo vide eroicamente morire il 19 luglio a Peschiera. Il Comune di Roverbella dedicò a questo suo giovine figlio una delle sue vie principali. Nel 1866, l'anno che vide, con la terza guerra d'indipendenza, la liberazione dall'oppressione austriaca del nostro territorio, Roverbella ospitò nel mese di giugno in villa Chauvonet, il Principe Umberto di Savoia, futuro re d'Italia, reduce dalla sfortunata battaglia di Custoza. Dopo la costituzione del Regno d'Italia (1861) e la conclusione della stagione risorgimentale con la Grande Guerra, la prima guerra mondiale a cui Roverbella diede copioso tributo di sangue con i suoi 117 caduti, i roverbellesi, il cui tessuto sociale si era trasformato a causa della prima grande immigrazione (la seconda avverrà nel 1948 circa), parteciparono attivamente, con l'organizzazione di varie cooperative (dei muratori, dei carrettieri, di consumo), alla diffusione dell'idea di solidarietà e di socialismo.
Nel 1940 Roverbella visse e pagò duramente la seconda guerra mondiale anche con la morte di altri suoi 101 cittadini. Tra questi si ricordano il tenente colonnello di cavalleria Massimiliano Custoza, a cui Roverbella ha dedicato la sua via principale, morto nel febbraio 1942 sul fronte russo e insignito di medaglia d'oro al valor militare.
Il 25 aprile 1945 una colonna corazzata americana, arrivata a Castiglione Mantovano, fece riassaporare ai roverbellesi il gusto della libertà ritrovata e diede loro nuove forze e nuove speranze per il domani.

### Simboli
Stemma
Lo stemma è stato riconosciuto con decreto del Capo del Governo del 10 dicembre 1935.
Un leone rampante su una robusta rovere, pianta che richiama il toponimo, è lo stemma araldico del Comune di Roverbella posto, non lontano dalle colline moreniche del Garda, su di un territorio pianeggiante.
Gonfalone
Il gonfalone è stato concesso con regio decreto dell'8 marzo 1937.

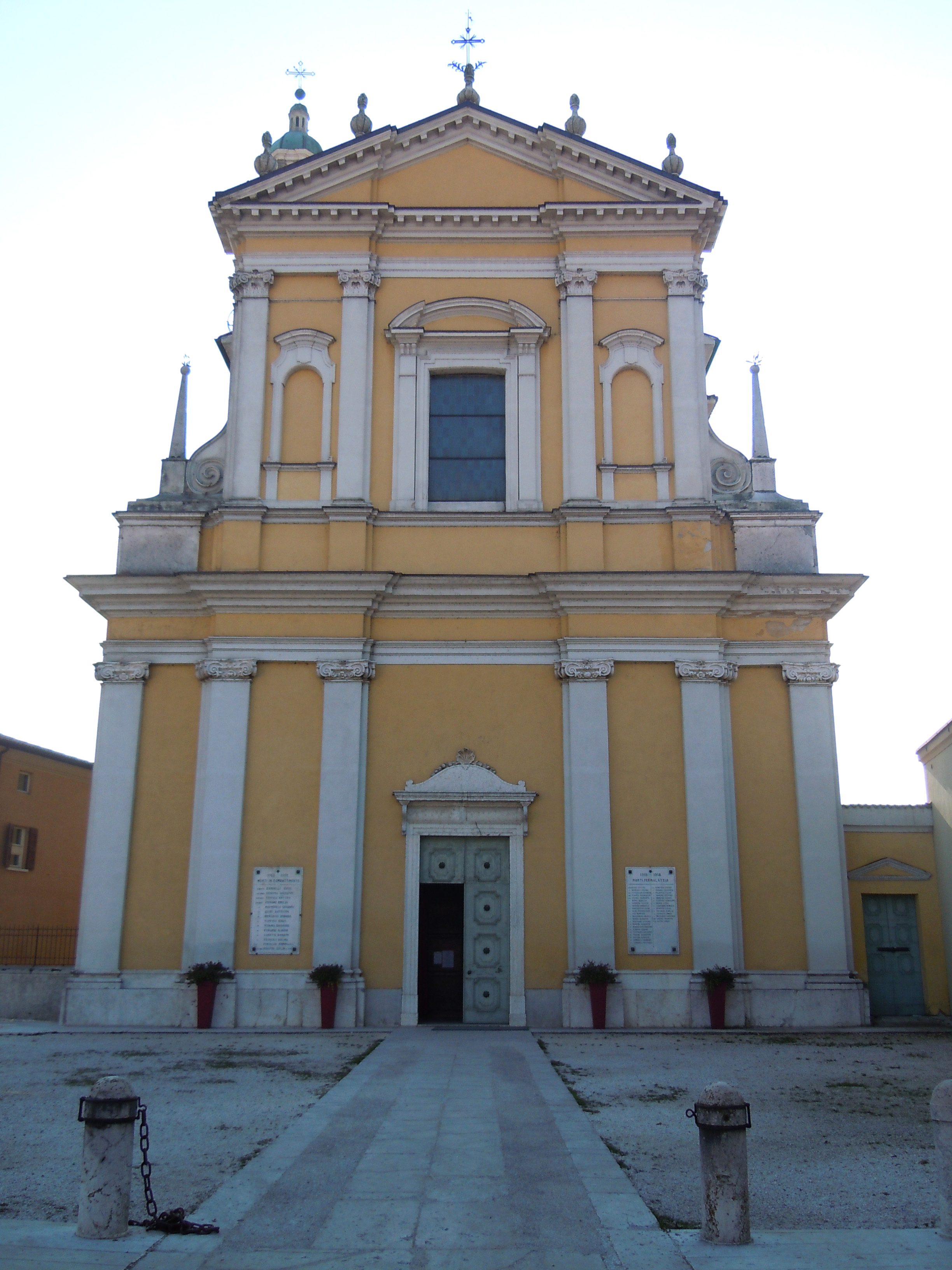
La chiesa dell'Annunciazione

## Monumenti e luoghi d'interesse
- Chiesa dell'Annunciazione
- Palazzo Custoza-Falcinella. Fu costruita alla fine del '700. Il primo proprietario fu Ignazio Custoza (1821-1902) che vi abitò con la moglie marchesa Costanza. Dal loro matrimonio nel 1870 nacque Virginio che fu padre di Massimiliano, Giuliana e Bianca e sindaco di Roverbella dal 1900 al 1907.
- Villa Benati, nella quale alloggiarono re Carlo Alberto e Giuseppe Garibaldi nel luglio 1848 per la vicenda dello "storico rifiuto"
- Villa Chauvenet[13], nella quale pernottò Umberto I di Savoia la notte del 24-25 giugno 1866, dopo la battaglia di Custoza.
- Villa Foresti denominata Sant'Anna, il cui corpo più antico con relativa colombaia, risaliva alla fine del 1700.
- Villa Gobio, nella quale pernottò Napoleone Bonaparte nel 1796, dopo la battaglia di Borghetto.
- Santuario di Santa Rita, situato nella frazione Pellaloco. Di una prima chiesa privata, eretta alla fine del 1400 dai nobili Malatesta De' Terzi, rimane solo la descrizione della triste decadenza (1718). Quindi la sollecitazione al titolare del giuspatronato (proprietario con diritto di scelta del sacerdote) marchese e Giovanni Girolamo Spolverini, di ricostruire il Tempio, oratorio e sacrestia. I lavori sono durati dal 1728 al 1735. Curata e restaurata con attenzione lungo lo scorrere dei tempi, la parrocchiale risulta ancor oggi di aspetto gentile ed accogliente. Al suo interno, una statua di Santa Rita donata da Angelina Arcari il 22/5/1930 in segno di particolare devozione, continua a suscitare devozione fino a sollevare Pellaloco a notissimo e frequentatissimo santuario[14].

## Società

### Evoluzione demografica
Abitanti censiti

## Cultura
Personaggi nati a Roverbella
Ismaele Voltolini - tenore lirico 
Luciana Turina - cantante e attrice
Giacomo Gaioni - ciclista
Luigi Roncaglia - ciclista
Umberto Ferrari - ciclista
Massimiliano Custoza - medaglia d’oro al valor militare 
Cucina
- Tortello di pesca[16]

## Infrastrutture e trasporti
La stazione di Roverbella, posta lungo la ferrovia Verona-Mantova-Modena, è servita da treni regionali svolti da Trenitalia nell'ambito del contratto di servizio stipulato con le Regioni interessate.
Un secondo impianto, denominato Roverbella Centro, sorgeva lungo la ferrovia Mantova-Peschiera, attiva fra il 1934 e il 1967.

## Amministrazione
| Periodo     | Periodo     | Primo cittadino       | Partito                        | Carica  | Note |
| ----------- | ----------- | --------------------- | ------------------------------ | ------- | ---- |
| aprile 1995 | giugno 1999 | Giuseppe Amadori      | Lista civica                   | Sindaco |      |
| giugno 1999 | giugno 2004 | Giuseppe Amadori      | Lista civica                   | Sindaco |      |
| giugno 2004 | giugno 2009 | Alberto Martinelli    | Lista civica                   | Sindaco |      |
| giugno 2009 | maggio 2014 | Giuseppe Amadori      | Lista civica                   | Sindaco |      |
| maggio 2014 | maggio 2019 | Antonella Annibaletti | Lista civica Roverbella futura | Sindaco |      |
| maggio 2019 | giugno 2024 | Mattia Cortesi        | Lista civica                   | Sindaco |      |
| giugno 2024 | in carica   | Mattia Cortesi        | Lista civica                   | Sindaco |      |